# 不法行為
不法行為（英語：delict）是大陸法及混合法系司法管轄區的一個法律術語。其確切涵義因司法管轄區而異，但都是指某種錯誤行為。
在蘇格蘭法律中，不法行為即侵權，指侵權行为，為一種民事過失。
在西班牙法律及葡萄牙法律中，不法行為（西班牙語：delito）即刑事罪行。
在天主教教會法規中，不法行為等同於罪行，不同於罪過。

## 延伸閱讀
- For more information on the Law of Delict in South Africa, see Neethling et al.: Delict or McKerron: Delict.
- Joe Sampson. The Historical Foundations of Grotius' Analysis of Delict. Leiden/Boston: Brill Nijhoff, 2018.